# École catholique de Tübingen
Cet article traite du courant catholique de l'université de Tübingen. Pour le  courant protestant, voir l'article École de Tübingen.
L'École catholique de Tübingen est une école de théologie et d'ecclésiologie fondée en 1819 au sein de la faculté de théologie catholique de l'université de Tübingen par Johann Sebastian Drey, avec son ouvrage Brève introduction à l'étude de la théologie, et poursuivie entre autres par son disciple Johann Adam Möhler.

## Johann Sebastian Drey
Johann Sebastian Drey propose pour l'enseignement catholique une organisation et un contenu calqués sur ceux de Schleiermacher tout en conservant le concept de révélation que Schelling avait mis en avant. Selon Drey, la religion repose sur un sentiment humain fondamental tandis que chaque théologie repose sur la foi d'une Église particulière. Pour lui, l'ensemble du christianisme ne peut être connu qu'historiquement, ce qui lui fait distinguer trois types de théologies : la théologie historique, la théologie scientifique et la théologie pratique.

## Johann Adam Möhler
Les écrits de Johann Adam Möhler, élève de Drey, sur l'Église ont une résonance européenne immédiate et durable : on considère que Mohler est à la base du renouveau de l'ecclésiologie qui a fini par voir le jour dans le catholicisme et son inspiration nourrit encore les débats théologiques, notamment ecclésiologiques et œcuméniques.
Mohler conçoit l'Église comme société mais la veut aussi comme communauté ouvrant dès lors l'ecclésiologie au flots du romantisme allemand. Pour lui, l'Église recèle une unité vécue, organique, sentie intérieurement dans toutes ses parties. Plutôt que d'évoquer une Église basée sur une hiérarchie qui édifie les fidèles, Mohler s'appuie alors sur l'ensemble des baptisés qui édifient l'Église inspirés par l'amour et par le Saint Esprit. Plus tard, Mohler adoptera une position plus christocentrique, affirmant que l'unité de l'Église repose sur sa fondation historique par le Christ. À l'occasion de travaux d'histoire de l'Église au XVIe siècle qu'il mène en 1831, Möhler s'interroge par ailleurs sur le bien-fondé de la séparation entre catholiques et protestants.
Entre 1833 et 1836, une vive controverse éclate avec un collègue de Möhler, le théologien protestant Ferdinand Christian Baur au sujet de son ouvrage la Symbolique — ouvrage de référence qui connaîtra plus de trente rééditions — ce qui amènera le départ de Mohler de la protestante Tübingen où il ne se sent plus à l'aise.

## Postérité
L'école catholique de Tübingen succombera au XIXe siècle sous les coups des Jésuites thomistes au Vatican, mais son influence posthume ira grandissant. Plusieurs théologiens se réfèrent à cette école à partir des années 1930 : Marie-Dominique Chenu, Yves Congar, Henri de Lubac, Pierre Chaillet.[réf. nécessaire]

### Ouvrages
- Michael, Kessler, Theologie als Instanz der Moderne : Beiträge und Studien zu Johann Sebastian Drey und zur Katholischen Tübinger Schule, éd. Francke, 2005
- Donald J. Dietrich, The legacy of the Tübingen school : the relevance of nineteenth-century theology for the twenty-first century, éd. Crossroad, 1997
- Douglas McCready, Jesus Christ for the Modern World : the christology of the Catholic Tübingen School, éd. Lang, 1991
- Douglas McCready, The Christology of the Catholic Tuebingen School : from Drey to Kasper, 1987
- Rudolf Reinhardt, Tübinger Theologen und ihre Theologie : Quellen und Forschungen zur Geschichte der Katholisch-Theologischen Fakultät Tübingen, éd. Mohr, 1977

### Articles
- Joseph Fitzer, J.S. Drey and the Search for a Catholic Philosophy of Religion, dans The Journal of Religion, 1983, pp. 231-246

### Sources partielles
- Michel Despland, Passé ou futur de la théologie ? La signification de la Kurze Darstellung pour les tâches de la théologie aujourd’hui., in Laval théologique et philosophique, vol. 43, no 2, 1987, p. 141-153, en ligne
- Michel Deneken, Johann Adam Möhler : à la source de l'ecclésiologie contemporaine, dans revue Esprit et Vie, no 116, p. 3-15.